# Список номинантов на премию «Русский Букер» 2009 года
Список номинантов на премию «Русский Букер», попавших в длинный список (лонг-лист) премии «Русский Букер» в сезоне 2009 года. Всего на премию было номинировано 82 произведения. Жюри допустило для участия в конкурсе 24 произведения. Длинный список был опубликован 1 июля 2009 года. Короткий список финалистов из 6 произведений был опубликован 7 октября 2009 года. Победитель был объявлен 3 декабря 2009 года.
Список представлен в следующем виде — «победитель», «короткий список» (кроме «победителя»), «длинный список» (кроме «победителя» и «короткого списка»). Для каждого номинанта указано название произведения.

## Победитель
- Елена Чижова — «Время женщин»

## Короткий список
- Елена Катишонок — «Жили-были старик со старухой»
- Роман Сенчин — «Елтышевы»
- Александр Терехов — «Каменный мост»
- Борис Хазанов — «Вчерашняя вечность»
- Леонид Юзефович — «Журавли и карлики»

## Длинный список
- Юрий Арабов — «Чудо»
- Михаил Балбачан — «Шахта»
- Всеволод Бенигсен — «ГенАцид»
- Андрей Битов — «Преподаватель симметрии»
- Андрей Волос — «Победитель»
- Мария Галина — «Малая Глуша»
- Андрей Геласимов — «Степные боги»
- Олег Журавлёв — «Соска»
- Леонид Зорин — «Глас народа»
- Александр Кабаков — «Беглец»
- Григорий Канович — «Очарованье сатаны»
- Николай Крыщук — «Кругами рая»
- Владимир Маканин — «Асан»
- Александр Мелихов — «Интернационал дураков»
- Александр Снегирёв — «Нефтяная Венера»
- Андрей Тарасов — «Безоружный»
- Вадим Чекунов — «Кирза»
- Любовь Юргенсон — «Воспитанные ночью»